# 胡寧 (秘魯)
胡寧（西班牙語：Junín），是秘魯的城鎮，位於該國中部胡寧大區，處於胡寧湖南岸，是胡寧省的首府，1824年8月6日發生秘魯獨立鬥爭的胡寧戰役（Battle of Junín），海拔高度4,107米，2005年人口5,000。
11°09′S 75°59′W / 11.150°S 75.983°W